# John Loyer
John Loyer, né le 29 décembre 1964, est un entraîneur américain de basket-ball. 